# 褐泥蛇鰻
軟泥鰻，又稱褐泥蛇鰻，為輻鰭魚綱鰻鱺目通鰓鰻科的其中一個種。

## 分布
本魚分布於全球各大洋，除東北太平洋以外，皆有其蹤跡。

## 深度
水深600至3210公尺。

## 特徵
本魚具鱗片。上頜較下頜長。前上頜骨齒為一叢不具複合齒。上頜骨齒細小，形成多列；下頜骨齒細小，遍佈整個下頜；鋤骨齒圓錐狀，前端排成一列狀，前端成一列，漸成2列且較大。脊椎骨數145至151。體長為體高的20至30倍；頭長為吻長的3.9倍。吻長為眼徑之3.3倍。口裂超過眼之後緣。吻鈍。眼大，有尾鰭。背鰭、臀鰭及尾鰭相連。胸鰭發育完善。肛門至鰓裂之距離小於頭長。前鼻孔管狀，後鼻孔在眼前。體長可達60公分。

## 生態
屬於底棲魚類，在400公尺以上深之海域活動，以甲殼類及軟體動物為食。

## 經濟利用
不具任何經濟價值。